# Лёвинский сельсовет (Тамбовская область)
Лёвинский сельсовет — сельское поселение в Моршанском районе Тамбовской области Российской Федерации.
Административный центр — село Лёвино.

## История
Статус и границы сельского поселения установлены Законом Тамбовской области от 17 сентября 2004 года № 232-З «Об установлении границ и определении места нахождения представительных органов муниципальных образований в Тамбовской области».

## Население
| 2010 | 2012  | 2013  | 2014  | 2015  | 2016  | 2017 |
| ---- | ----- | ----- | ----- | ----- | ----- | ---- |
| 1113 | ↘1075 | ↘1066 | ↘1065 | ↘1031 | ↘1010 | ↘995 |
| 2018 | 2019  | 2020  | 2021  |       |       |      |
| ↘965 | ↘948  | ↗955  | ↗1132 |       |       |      |

## Состав сельского поселения
| № | Населённый пункт | Тип населённого пункта       | Население |
| - | ---------------- | ---------------------------- | --------- |
| 1 | Кёршинские Борки | село                         | ↘541      |
| 2 | Лёвино           | село, административный центр | ↗488      |
| 3 | Передовик        | посёлок                      | 7         |
| 4 | Чёркино          | село                         | ↘72       |
| 5 | Ясная Поляна     | посёлок                      | 5         |